# Passo Cattivo
Il passo Cattivo è un passo, situato nel parco nazionale dei Monti Sibillini, nelle Marche, in provincia di Macerata, a 1.869 m s.l.m..

## Collegamento
Il passo collega il versante ovest e quello est della cresta spartiacque principale, collegando Frontignano ed i pascoli occidentali del massiccio del Monte Bove con l'alta Val Tenna e l'Infernaccio. Costituisce uno dei punti più bassi, pur trovandosi a 1869 metri, della magnifica linea di cresta dei Sibillini, corrispondente con lo spartiacque Adriatico-Tirreno, che collega il massiccio del Vettore con la parte settentrionale del gruppo montuoso (Massicci del Monte Bove, Pizzo Berro, Monte Priora e Monte Rotondo) e che scende sotto i 2000 metri solo in pochissimi punti.

## Strade e sentieri
Il Passo può essere raggiunto a piedi, partendo da Macchie, dalle Porche, dal Monte Bove Sud, da Colle La Croce, da Monte Prata, dalle Gole dell'Infernaccio, oppure da Frontignano, a piedi o per mezzo di una seggiovia.

## Note

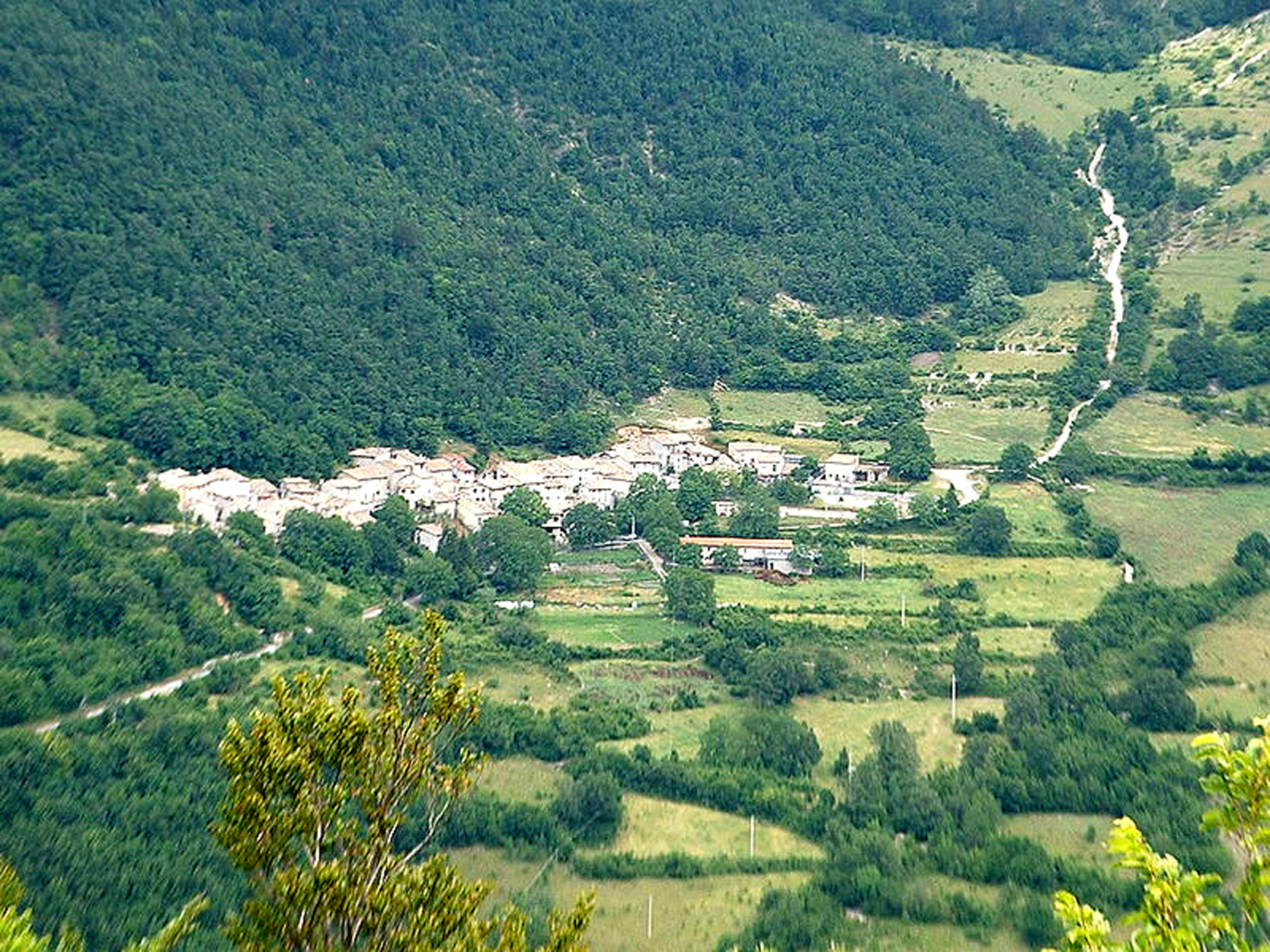
Macchie